# 米国社会科学研究会議

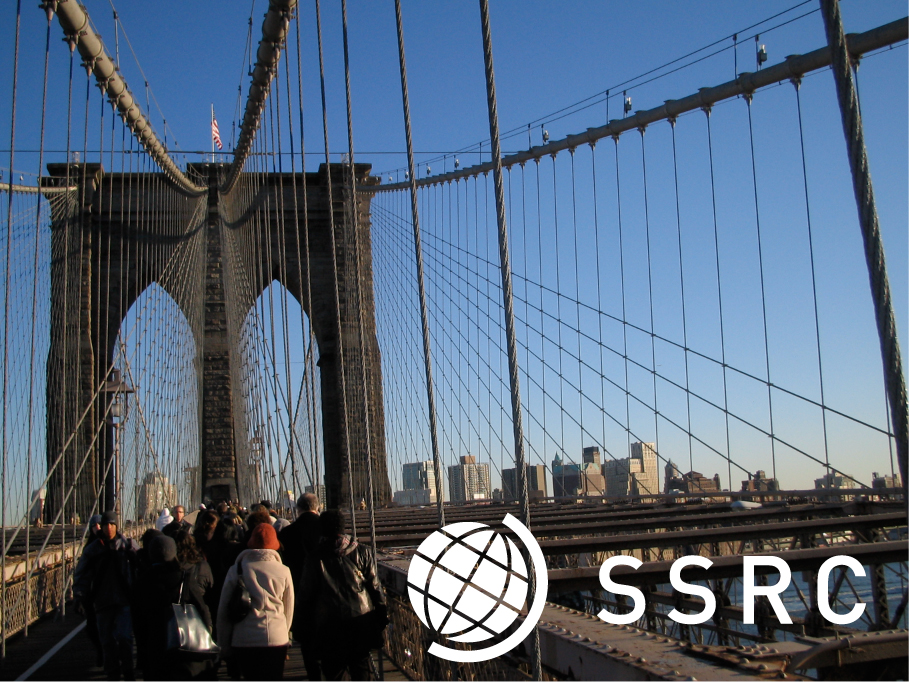
米国社会科学研究会議近くのブルックリン橋

（米国）社会科学研究会議（べいこくしゃかいかがくけんきゅうかいぎ、Social Science Research Council ; SSRC）は、アメリカ合衆国の学術機関。（米国）社会科学評議会と訳されることもある。
1923年、マンハッタンで設立。抽象的に社会科学の振興を図るというのではなく、社会が解決を要請する現実の公共的問題を設定し、それに対して社会科学者を糾合し学際的接近方法を取るという目的が明確にされていた。1924年、イリノイ州法に基づき法人登録。現在、ニューヨーク市ブルックリンハイツに本拠を構えている。
会長はen:Craig Calhounで、理事会（21名以下）と事務局（職員数78名）を有する。会長と事務局員は有給、理事は無給である。年間予算規模は1400～2000万ドル（約18～26億円）で、収入の構成比は、民間財団60％、準政府機関18％、外国より18％など。